# Manouche Lehartel
Marthe Taiana Tepuanoanoa Lehartel, dite Manouche Lehartel, est une muséologue, chef de troupe et experte en danse polynésienne française. 

## Biographie
Nommée pour la première fois à la direction du Musée de Tahiti et des Îles en 1983, elle fut la première directrice polynésienne d'un musée et occupa cette fonction pendant plus de vingt ans. En décembre 2016, elle est reconduite dans ses fonctions de directrice par intérim du musée à la suite du départ de Théano Jaillet.
Elle est impliquée de longue date dans le festival de danse Heiva i Tahiti, dont elle a fait partie du jury à sept reprises. Elle a été présidente du jury en 2013, 2014 et 2022. En 2012, elle co-fonde (avec Tumata Robinson) le concours international de danse « Ori Tahiti Nui ».
Elle est la mère du danseur et acteur Tuarii Tracqui.